# عقوبة الإعدام في الجزائر
عقوبة الإعدام في الجزائر، هي أقسى عقوبة يمكن أن تصدر ضد مرتكبي الجرائم «الخطيرة» في الجزائر، يشار إلى أن تطبيق عقوبة الإعدام توقف منذ إعدام أربعة إسلاميين عام 1993، ينتمون لـ«الجبهة الإسلامية للإنقاذ الجزائرية» اتهموا بتفجير مطار هواري بومدين بالجزائر العاصمة في صيف 1992، وتم تجميد العقوبة بسبب ضغط منظمات حقوقية غربية، غير أنها لم تلغ من قانون العقوبات بدليل أن القضاة لازالوا ينطقون بها.

## نص المادة 27
وبناء على ما ورد في نص (المادة 27)
من «قانون العقوبات الجزائري» نجد المشرع اعتمد في تصنيفه للجرائم على معيار جسامة الجريمة، وهذا ما هو معمول به في جل التشريعات الجنائية الحديثة، إذ تنص المادة على أنه «تقسم الجرائم تبعا لخطورتها إلى جنايات وجنح ومخالفات...» وكنتيجة لهذا التقسيم تكون العقوبات في مواد الجنايات هي: (الإعدام والسجن المؤبد والسجن المؤقت لمدة تتراوح بين خمس سنوات وعشرين سنة...) وهي عقوبات أصلية طبقا لما نصت عليه (المادة 04) من قانون العقوبات الجزائري.

## طرق الإعدام
أحد طريق الإعدام في الجزائر تكون رمياً بالرصاص «ان الحكم بالإعدام الذي لا يصدر الا طبقا للمبادئ الإسلامية ينفذ على طريقة الرمي بالرصاص».